# Taleporia lefebvriella
Taleporia lefebvriella är en fjärilsart som beskrevs av Philogène Auguste Joseph Duponchel 1842. Taleporia lefebvriella ingår i släktet Taleporia och familjen säckspinnare. Inga underarter finns listade i Catalogue of Life.